# Nicole Boumaâza
Nicole Boumaâza (Bèlgica, 1949) és una escriptora belga especialitzada en literatura juvenil i molt interessada en temes de multiculturalitat.

## Biografia
El seu veritable cognom és Ceulemans. Va agafar el cognom Boumaâza del seu marit, d'origen marroquí, del qual es va separar el 1999 després de 28 anys de matrimoni i de tenir 4 fills junts.
Passat un temps, Nicole Boumaâza es va traslladar al Marroc, on va passar una llarga temporada. La cultura marroquina i els problemes amb què es troben els nens marroquins immigrants són temes bastant recurrents en l'obra de Boumaâza. El seu primer debut literari va ser el 1978 amb "Het Marokkaanse jongetje" (El petit jove marroquí). Una de les obres més conegudes traduïdes al castellà és "Al otro lado del estrecho".